# Стоян Андов
Стоян Андов (мак. Стојан Андов; 30 листопада 1935, Кавадарці, Королівство Югославія — 18 червня 2024) — македонський політик, голова Ліберальної партії Македонії і колишній голова Зборів — парламенту Республіки Македонії (1991–1996, 2000–2002).

## Біографія
Закінчив економічний факультет Університету св. Кирила і Мефодія та магістратуру Белградського університету. Був заступником голови уряду республіки, членом македонської делегації в Соборі республік і країв Югославії та членом федерального уряду. З 1987 по 1991 він був послом в Югославії в Іраку.
У 1999 році балотувався на посаду президента Македонії від Ліберально-демократичної партії.
Засновник Ліберальної партії.
Він був обраний віце-президент Ліберального інтернаціоналу.